# Gabriel Fernández Arenas
Gabriel Fernández Arenas (født 10. juli 1983), kendt som Gabi, er en spansk fodboldspiller. Han spiller for Atlético Madrid i La Liga som midtbanespiller.